# عمر الملاء
معين الدين أبو حفص عمر بن محمد بن خضر الإربلي (أو الأردبيلي) الموصلي، المعروف بالمَلَّاء (توفي 570 هـ / 1174 م) هو شيخ الموصل في عهده، يوصف في الكثير من المصادر التاريخية بالزاهد العابد الصالح. وبحسَب أبي شامة فإن المَلَّاء هو أوَّل من احتفل بالمولد النبوي، وقيل إنه كان يحتفل به سنويًّا بحضور الشعراء والأمراء في زاويته. عُرف بكتابه «وسيلة المتعبِّدين» الذي انتقده ابن تيمية وذكر أنه يحوي الموضوعات المكذوبات.

## سيرته
له أخبار مع الملك نور الدين محمود بن زنكي. وقد كان الزنكي يحسن الظن بالملاء، حتى أنه قال أن لا يبرم أحد في الموصل شيئًا حتى يُعلموا به الملاء. وقد وكل الزنكي الملاء بعِمارة جامع كبير في المَوصِل عُرف فيما بعد بالجامع النوري، وشارك الملاء بالبناء بنفسه. وقال سِبط ابن الجوزي أنه: «سمي الملَّاء لأنه كان يملأ تنانير الآجر ويأخذ الأجرة فيتقوت بها، ولا يملك من الدنيا شيئاً». وكان يعرف أيضا بعمر المولى لأنه تولّى شؤون الجامع الكبير. ويقال أنه إذا وصل نور الدين إلى الموصل، كان لا يأكل إلا من الملاء، وفي رمضان كان يعد الشيخ الإفطار لنور الدين وهو لا يخرج عن الثريد والرقاق، ويفطر معه كل يوم.
وذكر الغرناطي أن المَلَّاء هو من حثَّه على كتابة «تحفة الألباب ونخبة الإعجاب» حين وصل المَوصِل، وقال فيه:

## مؤلفاته
1. «وسيلة المتعبدين في سيرة سيد المرسلين» أو «وسيلة المتعبدين إلى متابعة سيد المرسلين» ويُعرف اختصارًا بـ «وسيلة المتعبدين» أو «سيرة الملا» بضعة أجزاء منه في معهد المخطوطات وهو بخط الملاء.[11] وفي حاشية المخطوط، ذُكر أنه قُرئ الكتاب عدَّة مرات بحضور الملاء، وكان آخرها يوم الثلاثاء، السادس من ربيع الأول سنة 569 هـ / 1174 م.[5] ومع ثناء الغرناطي على الملَّاء وكتابه، انتقد آخرون، وعلى رأسهم ابن تيمية، فقال عن كتاب «وسيلة المتعبدين»: إنه لا يُروى بإسناد، ويحوي الموضوعات المكذوبات.[12][13][14] وقد طبع كتاب الملاء في مطبعه مجلس دائرة المعارف العثمانية في حيدر أباد.[15]
2. «الجامع لسيرة عمر بن عبد العزيز رحمه الله»، تحقيق محمد صدقي البورنو، في مجلدين، مؤسسة الرسالة ببيروت، 1416هـ.

## وفاته
توفي المَلَّاء سنة 570هـ/ 1174م، وذكر ياسين العمري في «منية الأدباء» أن مرقده «خارج سور الموصل عند المقابر، على طريق الواردين إلى دجلة، ويزار». وفي الموصل محلَّة تُدعى محلة «الشيخ عمر» نسبة إلى جامع الشيخ عمر المَلَّاء. كان قد بنى عبدو بن إبراهيم مرقد المَلَّاء سنة 1162هـ/ 1748م، وجدَّده الحاج محمد باشا الصابونجي. ونقلت رفاته إلى الجامع النوري في المحرَّم 1394هـ / فبراير (شباط) 1974م عقب إضافة المسجد إلى الطريق.